# ماري إليزابيث فراي
ماري إليزابيث فراي (بالإنجليزية: Mary Elizabeth Frye)‏ هي كاتِبة وشاعرة أمريكية، ولدت في 13 نوفمبر 1905 في دايتون في الولايات المتحدة، وتوفيت في 15 سبتمبر 2004 في بالتيمور في الولايات المتحدة.

## وصلات خارجية
- ماري إليزابيث فراي على موقع ميوزك برينز (الإنجليزية)